# Imperadores do Ritmo
GRES Imperadores do Ritmo é uma escola da cidade de Santa Cruz do Sul, Rio Grande do Sul.
Grêmio Recreativo Escola de Samba Imperadores Do Ritmo foi fundada 14 de março de 2005 por um grupo de jovens da cidade de Santa Cruz do Sul/RS, tendo como presidente Edinei Martins. Já no seu primeiro desfile teve que mostrar muita garra, pois constava no regulamento da Associação das Entidades Carnavalescas que toda escola “nova” não teria direito a verba municipal e por esse motivo desfilou sem auxílio financeiro, mas o presidente garantiu que a escola desfilaria. Com muito sacrifício arrecadou com componentes, diretoria, alguns pequenos patrocínios e até o que ele tinha guardado para realização do seu casamento (sendo inclusive motivo para matérias na imprensa local), à escola realizou o seu primeiro desfile para assim começar a marcar sua própria história. Seu primeiro tema-enredo foi “Em cada história uma história para glória e assim se faz um final feliz. O centauro conta, canta e encanta Santa Maria da Boca do Monte Ibitory-Retan (Terra da Alegria)", uma homenagem à cidade Santa Maria pelas suas duas origens, histórica e lendária. Seu símbolo era na época coroa imperial sobre as letras I R protegidas por dois Centauros que foram substituídos posteriormente por dois Tigres, uma forma de agradecimento da escola pela garra e força de seus componentes. Suas cores são o vermelho e o branco e uma das principais personagens da entidade é a saudosa Maria Teresa da Silva ou apenas Tetê, que “in memórian” tem seu nome imortalizado em nosso Samba Exaltação. Desde sua fundação a escola vinha lutando para conquistar o tão sonhado título de campeã do carnaval de Santa Cruz do Sul, o que ocorreu no Carnaval 2025 com o tema-enredo Exú, de autoria do temista Edy Dutra.

## Segmentos

### Presidentes
| Nome           | Mandato             | Ref.  |
| -------------- | ------------------- | ----- |
| Edinei Martins | De 2005 a 2017 2022 | [ 2 ] |
| Vander Santos  | 2017 a 2019         |       |
| Paulo Martins  | 2019 a 2022         |       |

## Carnavais
| Ano  | Colocação         | Grupo        | Enredo | Carnavalesco                       | Intérprete                   | Ref.                        |
| ---- | ----------------- | ------------ | --- | ---------------------------------- | ---------------------------- | --------------------------- |
| 2006 | Avaliação         | Participação | Em cada história, uma história para glória, e assim se faz uma final feliz, Santa Maria da Boca do Monte. | Comissão de Carnaval               | Edinei Martins               | [ 4 ]                       |
| 2007 | 3º lugar          | B            | Imperadores no reino da criação                                                                           | Comissão de Carnaval               | Edinei Martins               | [ 5 ]                       |
| 2008 | 5º lugar          | A            | Hoje tem espetáculo, Tem sim senhor                                                                       | Sérgio Peixoto                     | Alexandre Belo               | [ 6 ] [ 7 ]                 |
| 2009 | *                 | Único        | Entre balas, balões e guloseimas, o Tigre chama a criançada para comemorar                                | Sérgio Peixoto                     | Alexandre Belo               | [ 8 ]                       |
| 2010 | 5º lugar          | Único        | Rio Pardo, a mais histórica das cidades!                                                                  | Chico Passos                       | Vinicius Machado             | [ 9 ] [ 10 ] [ 11 ] [ 12 ]  |
| 2011 | *                 | Único        | Eu quero mais                                                                                             | Comissão de Carnaval               | Tom Barreto                  | [ 13 ]                      |
| 2012 | Vice-campeã       | Único        | No ritmo do samba os Imperadores vêm aí                                                                   | Comissão de Carnaval               | Paulinho Durão               | [ 14 ] [ 15 ]               |
| 2013 | 4º lugar          | Único        | Bolivar, o Grande General Colorado a Imperadores te reverencia                                            | Marco Aramha e Marcyo de Olliveira | Vinicius Machado             | [ 16 ] [ 17 ] [ 18 ] [ 19 ] |
| 2014 | Vice-campeã       | Único        | Guido Corneta, um gigante nos Imperadores, em cada página uma história pra contar                         | Comissão de Carnaval               | Alexandre Belo               | [ 20 ] [ 21 ]               |
| 2015 | Vice-campeã       | Único        | Chico: dos palcos à avenida, os passos de um artista                                                      | Comissão de Carnaval               | Alexandre Belo               | [ 22 ] [ 23 ] [ 24 ] [ 25 ] |
| 2016 | Vice-campeã       | Único        | No ar: Fernando Vilela nas ondas da Rádio Imperadores!                                                    | Comissão de Carnaval               | Alexandre Belo               | [ 2 ] [ 26 ] [ 27 ]         |
| 2022 | Apresentação Live | Único        | Reedição Samba Carnaval 2011                                                                              | Comissão de Carnaval               | Bruno Martins                |                             |
| 2023 | *                 | Único        | Felis Silvestris Catus, a magia dos animais                                                               | Comissão de Carnaval               | Alexandre Belo               |                             |
| 2024 | Vice-vampeã       | Único        | Um levante em Vermelho e Branco!                                                                          | Chico Passos                       | Renan Ludwig e Paulo Martins |                             |
| 2025 | Campeã            | Único        | Exú | Comissão de Carnaval               | Renan Ludwig e Paulo Martins |                             |